# أريس سالونيكا
نادي أريس لكرة القدم (باليونانية: Αθλητικός Σύλλογος Άρης Θεσσαλονίκης) ويعرف عالمياً باسم أريس سالونيكا (باليونانية: Άρης Θεσσαλονίκης) هو نادي كرة قدم يوناني يتمركز في مدينة سالونيكا في اليونان، تأسس في سنة 1914، يعد حاليًا من أقوى أندية كرة القدم في اليونان، ويلقب بإله الحرب.

## وصلات خارجية
- الموقع الرسمي